# Швайтенкірхен
Швайтенкірхен (нім. Schweitenkirchen) — громада в Німеччині, розташована в землі Баварія. Підпорядковується адміністративному округу Верхня Баварія. Входить до складу району Пфаффенгофен.
Площа — 53,00 км2. Населення становить 5385 ос. (станом на 31 грудня 2020).